# Énigme à Rhodes
Énigme à Rhodes (Triangle at Rhodes) est un téléfilm britannique de la série télévisée Hercule Poirot, réalisé par Renny Rye, sur un scénario de Stephen Wakelam, d'après la nouvelle Trio à Rhodes, d'Agatha Christie.
Ce téléfilm, qui constitue le 6e épisode de la série, a été diffusé pour la première fois le 12 février 1989 sur le réseau d'ITV.

## Synopsis
Poirot part en vacances seul sur l'île de Rhodes. Il y rencontre deux couples de touristes britanniques : les Gold et les Chantry. Dès le début du séjour Mrs Chantry flirte ouvertement avec Mr Gold au grand dam de leurs conjoints respectifs. Poirot, n'aimant pas la tournure que prennent les événements, conseille à Mrs Gold de partir si elle tient à la vie. 
Dans la soirée, Poirot s'apprête à quitter Rhodes, ses vacances se terminant, mais il est interpellé par les autorités qui le prennent pour un espion avant d'être relâché. Au même moment, Mrs Chantry est empoisonnée mais le verre dans lequel elle a bu était celui de son mari. Mr Gold est arrêté en possession du poison mais Poirot ne croit pas à sa culpabilité. Il se rend dans la boutique où l'on a acheté le poison et la vendeuse identifie les acheteurs : Mr Chantry et Mrs Gold. Ces derniers sont interpellés par la police grecque. Mr Gold est relâché, mais attristé.

## Fiche technique
- Titre français : Énigme à Rhodes
- Titre original : Triangle at Rhodes
- Réalisation : Renny Rye
- Scénario : Stephen Wakelam, d'après la nouvelle Trio à Rhodes (Triangle at Rhodes) (1937) d'Agatha Christie
- Décors : Mike Oxley
- Costumes : Linda Mattock
- Photographie : Peter Jessop
- Montage : Paul Hudson
- Musique : Christopher Gunning
- Production : Brian Eastman
  - Production déléguée : Nick Elliott et Linda Agran
- Sociétés de production : Picture Partnership Productions, London Weekend Television
- Durée : 50 minutes
- Pays d'origine:  Royaume-Uni
- Langue originale: Anglais
- Genre : Policier
- Ordre dans la série : 6e épisode - (6e épisode de la saison 1)
- Première diffusion :
  -  Royaume-Uni : 12 février 1989 sur le réseau d'ITV

## Distribution
- David Suchet (VF : Roger Carel) : Hercule Poirot
- Frances Low : Pamela Lyall
- Jon Cartwright (VF : Richard Darbois) : Commandant Chantry
- Annie Lambert : Valentine Chantry
- Peter Settelen : Douglas Gold
- Angela Down : Marjorie Gold
- Timothy Kightley : Major Barnes
- Al Fiorentini (VF : Bernard Tiphaine) : l'inspecteur de police
- Anthony Benson : Skelton
- Patrick Monckton : le directeur de l'hôtel
- Dimitri Andreas : le caissier grec
- Georgia Dervis : une fille grecque
- Sofia Olympiou : une gentille femme malvoyante
- Tilemanos Emanuel : le douanier
- Giannis Hatzigiannis : le commissaire de bord
- Stephen Gressieux : un policier italien
- George Little : Dicker (le concierge)
- Martyn Whitby : le facteur